# 小原夏樹
小原 夏樹（おはら なつき、1949年（昭和24年） - 1992年（平成4年）1月13日）は、いけばな小原流の四世家元。

## 略歴
兵庫県神戸市に生まれる。甲南大学経済学部卒業。1969年（昭和44年）1月、父である三世家元小原豊雲より次期家元に指名され、併せて財団法人小原流理事に就任する。以来、アメリカや欧州など、三世家元の助手として世界各地を歴訪する。1973年（昭和48年）11月にはドイツ大使館にて作品を展示。1978年（昭和53年）6月、三世家元と東京セントラル美術館にて「小原豊雲・夏樹二人展 いけばな・いま・そして」を開催する（以降9月大阪、11月福岡にて巡回展）。1979年（昭和54年）、自身主催の造形いけばなによる公募展「マイ・イケバナ」を開催する（以降毎年開催（2018年1月現在））。本展は当初、東京を主とした超流派の若手作家を招待して実施されたが、現在は他流からの応募は受け付けていない。1985年（昭和60年）3月、新しい花型「花舞」を発表する。1986年（昭和61年）財団法人小原流の理事長に就任する。1990年（平成2年）、国際花と緑の博覧会に出品し、大モニュメント「ミトスの花園」を制作・展示する。1991年（平成3年）新しい花型「花意匠」を発表する。1992年（平成4年）、42歳にして急逝。1995年（平成7年）、四世家元を追贈された。